# 利舞臺戲院

1980年代的利舞臺戲院

利舞臺（英語：Lee Theatre）原是香港一間著名戲院，位於銅鑼灣波斯富街99號，即波斯富街與霎東街交界，面向禮頓道。主要用作粵劇、歌劇及演唱會等表演，及放映電影等用途，曾經是香港的高尚娛樂表演場地。利舞臺在1991年拆卸，重建成利舞臺廣場。

## 歷史

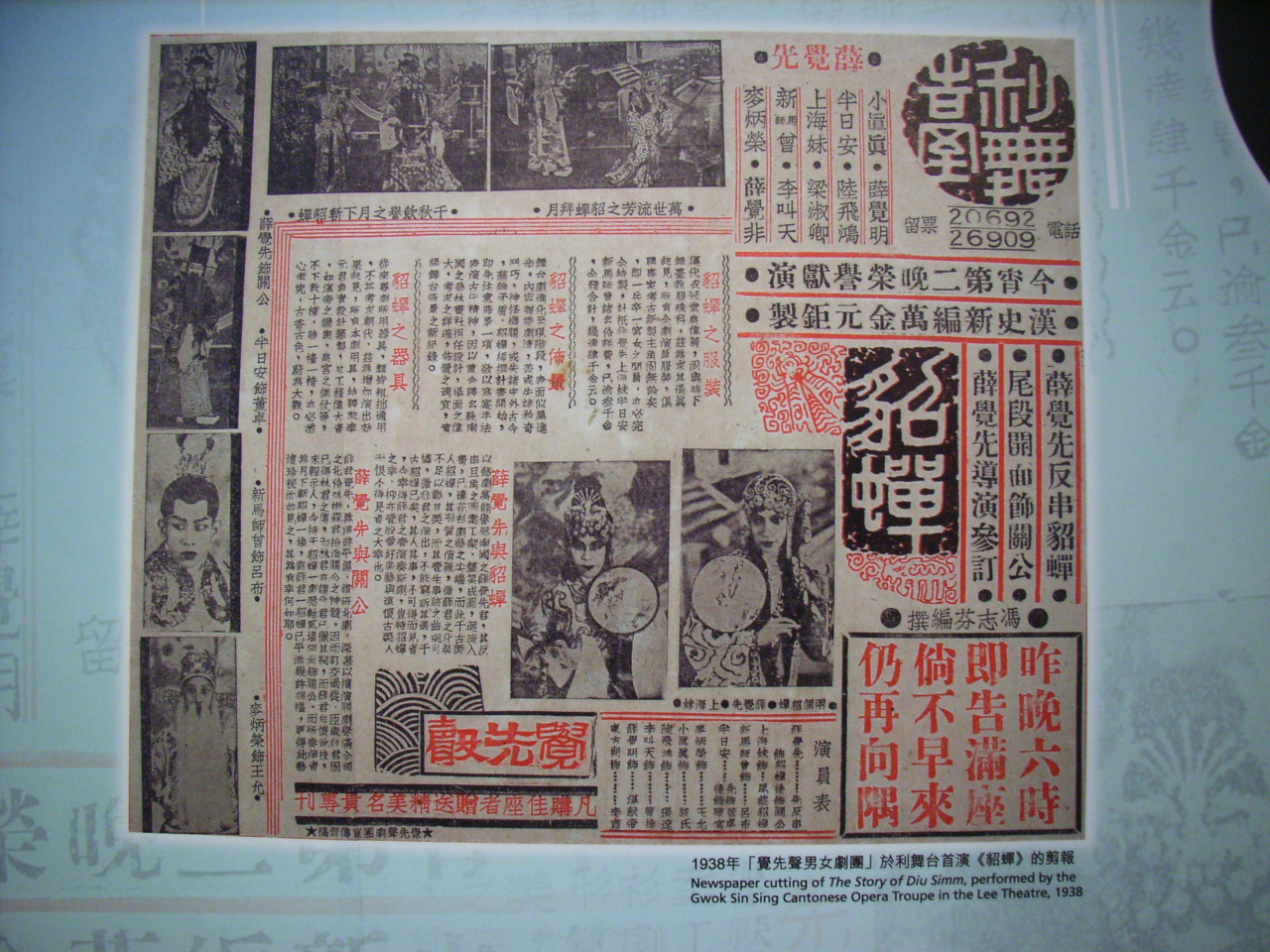
1938年粵劇《貂蟬》在利舞臺首演盛況

利希慎家族1920年代購入銅鑼灣利園山地皮，範圍包括今日利園山道、白沙道等多條街道。當時香港的粵劇表演場地主要在西環一帶，利希慎為方便其母親欣賞粵劇，便把利園山部份土地建成利舞臺，並於1925年落成，1927年啟業，由中國首位電影皇后胡蝶剪綵開幕。首場粵劇由關德興的新大陸粵劇團演出。利舞臺戲院落成後初期，香港電車每晚均會有一輛「午夜專車」從利舞臺載客到石塘咀。
1970年代，利舞臺進行修葺。1973年，利氏家族擁有股權的無綫電視首次接辦香港小姐競選，當年的決賽在利舞臺舉行。自此每年的香港小姐競選決賽通常在利舞臺舉行，直至1980年代後期。1976年的環球小姐競選亦在利舞臺舉行。1975年台灣藝人歐陽菲菲從日本帶來18人樂隊，創下華人歌手連開三場演唱會的紀錄，而歐陽菲菲亦是第一位登上利舞臺的華人女歌手。
利舞臺亦是香港歌手舉行演唱會等表演的場地。1977年，羅文是香港樂壇史上第一位開演唱會的香港歌手，而當時的地點正是在利舞臺。他後來也多次在利舞臺舉行個人演唱會，並曾演出舞台劇《白蛇傳》和《柳毅傳書》。鄧麗君曾在1976年至1981年間五度舉行個人演唱會，場場爆滿，1981年鄧麗君在利舞臺七天連開九場演唱會更破當年演唱會場次紀錄。其他曾在利舞臺表演的藝人包括甄妮及汪明荃等。而在1959年10月25日，維也納愛樂樂團及指揮卡拉揚在利舞臺演奏了該樂團的香港首演。1982年，無綫電視舉辦第一屆新秀歌唱大賽，其中準決賽及總決賽分別於該年6月30日及7月18日假利舞臺舉行，該屆比賽冠軍得主為演唱徐小鳳名曲《風的季節》的梅艷芳。1991年，梅艷芳重臨利舞臺以《梅艷芳飛越舞台十載情》名義演出，紀念自己入行十周年，並向即將拆卸的成名地告別，同時為仁濟醫院及內地華東水災籌款，意義深長。梅艷芳在演出中其中一首演唱的歌曲正是《風的季節》，並與徐小鳳合唱，二人其後亦合唱了梅艷芳名曲《似水流年》。
利舞臺除作粵劇及其他表演外，亦有作放映電影。1940年上映的首部電影是《大獨裁者》，1991年拆卸前最後一部放映的電影，則是阿諾·舒華辛力加主演的《未來戰士續集》。

## 建築特色

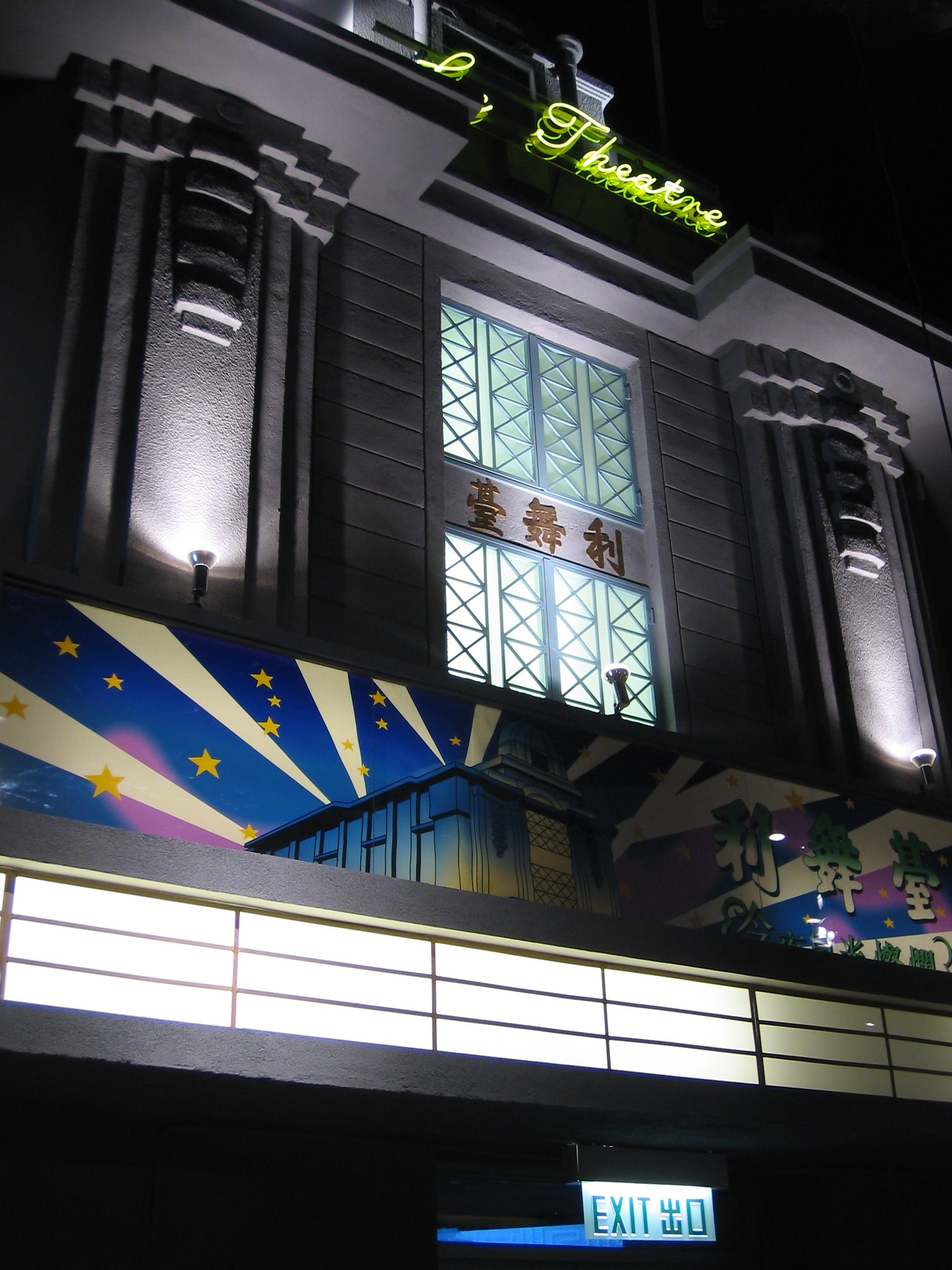
香港文化博物館內的利舞臺

利舞臺早期主要用作粵劇表演，但其設計則以西式為主，揉合一些東方特色，是香港首間類似設計，亦是當時香港最豪華的表演場地。利舞臺由一名法國工程師設計，以19世紀末法國和意大利式歌劇院的設計為藍本，但內部則輔以中式裝飾。建築物以大理石建成，大門頂建有一小塔，正門及側面建有簷蓬，頂部建有圓拱形的拱頂，並繪畫上以金箔裝飾的九條金龍，舞台頂層有丹鳳朝陽的雕刻，下層則有二龍爭珠雕刻；舞台兩旁掛有一對對聯：「利擅東南萬國衣冠臨勝地　舞徵韶頀滿臺簘管奏鈞天」。對聯頭一個字為「利」和「舞」，中間為舞台（臺），巧妙地將劇院的名稱呈現。
舞台可作360度旋轉，自動轉換佈景，是當時香港唯一擁有此設備的劇院。

## 拆卸
1980年代，香港經濟起飛，地產有價。利氏家族開始考慮拆卸利舞臺，以帶來更大經濟效益。1991年3月，利氏家族旗下的希慎興業，以4.5億港元向利氏家族購入利舞臺地皮。1991年8月18日，利舞臺正式謝幕。香港歌手羅文及梅艷芳曾在利舞臺拆卸前舉行告別利舞臺演唱會。香港電台電視部及無綫電視亦分別製作特備節目，紀念這座建築物。

## 現況
利舞臺原址在1995年建成了今日的利舞臺廣場。詳見利舞臺廣場。

## 外部連結
- 1976年環球小姐競選(英語) （页面存档备份，存于）